# Benešprotokollet
Benešprotokollet eller Géneveprotokollet var ett protokoll föredraget på initiativ av Edvard Beneš vid Nationernas förbunds 5:e församling 2 oktober 1924.
Ombuden för 48 där representerade stater antog på församlingen enhälligt en resolution där till förbundet anslutna stater uppmanades att "taga i allvarligt övervägande" det i resolutionen upptagna "protokoll angående avgörande på fredlig väg av internationella tvister" som Benešprotokollet kallades. Krigets avskaffande är protokollets principiella huvudmål. Ett utsträckt skiljedomsförfarande, trygghetsproblemets lösning och rustningarnas minskande var tänkt att bli de första frågorna att lösa. Skiljedom skulle enligt Benešprotokollet förekomma mycket mer flitigt än av förbundsakten vid Nationernas förbund. Ökad trygghet skulle åstadkommas med ett utvecklat system av sanktioner som garanti mot fredsbrott. Angående rustningarnas begränsning nöjde sig Benešprotokollet med vissa stadganden angående en framtida konferens. Planen skulle träda i kraft när mer än hälften av Nationernas förbunds medlemmar och ytterligare tio andra medlemmar ratificerat detsamma. Dessa utsikter visade sig dock redan våren 1925 mycket små, främst då Storbritannien helt avvisade protokollet.